# Adam Erdman Trčka z Lípy
Adam Erdman Trčka z Lípy (též německy jako Adam Erdmann Trzka von Leipa, * 1599, † 25. února 1634 v Chebu), byl český šlechtic z rodu Trčků z Lípy, císařský generál za třicetileté války, blízký spolupracovník Albrechta z Valdštejna, s nímž byl také zavražděn.

## Život

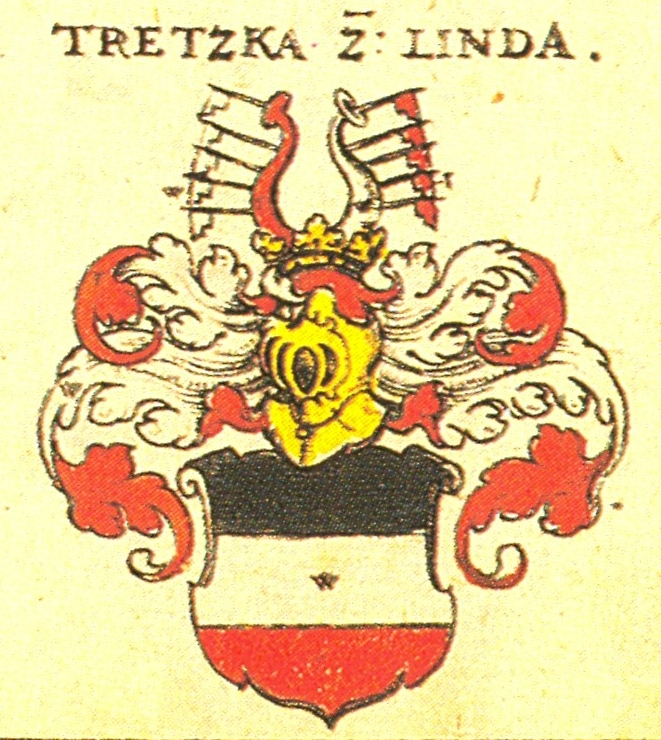
Rodový erb Trčků z Lípy (Siebmacher)

Pocházel z českého rodu Trčků z Lípy, Adamův otec Jan Rudolf v předbělohorském období postupně podědil pro rodinu rozsáhlé jmění ve východní části Čech (zejm. panství Veliš, Opočno, Lipnice, Želiv), po pádu stavovského povstání si rodina ještě polepšila na konfiskacích zejména díky Adamově aktivní matce Marii Magdaleně, rozené z Lobkovic. Adam se v roce 1627 oženil s Maxmiliánou z Harrachu, načež v roce 1628 spolu s otcem konvertoval ke katolictví a byl mu udělen titul říšského hraběte. Sňatkem se také sešvagřil s Valdštejnem (jejich manželky byly sestry) a posléze se dal do jeho služeb. Podle zprávy Jaroslava Sezimy Rašína z Rýzmburka to byl Adam (ve srozumění s Valdštejnem), který v roce 1631 skrze Rašína začal jednání se Švédy.

### Závěr života a smrt
Za chebské aféry 25. února 1634 byl Adam během atentátu na Valdštejna zabit spolu s dalšími Valdštejnovými důvěrníky Vilémem Kinským (jeho manželkou byla sestra Adama Erdmana Alžběta/Eliška), Kristiánem Ilovem a Jindřichem Niemannem na chebském hradě, nedlouho poté byl pak v Pachelbelově domě zabit i sám Valdštejn. Na rozkaz nového vrchního velitele armády Matyáše Gallase měla být těla zrádců dopravena do Prahy a hanobně vystavena na veřejném místě, tento rozkaz však císař obávající se nevole, kterou Valdštejnův skon může vyvolat, zrušil. Zpráva dorazila k eskortě těl z Chebu do Prahy v západočeském městě Stříbro asi třicet kilometrů od Chebu, bylo tedy rozhodnuto o jejich pohřbení zde, ve zdejším minoritském klášteře. (mrtvola Valdštejna byla roku 1636 převezena do Valdické klášterní kartouzy nedaleko Jičína a po roce 1785 spočinula v Mnichově Hradišti)
Krátce po Adamově smrti zemřeli jeho dva synové, bratr i otec Jan Rudolf, čímž rod vymřel po meči. Rodový majetek byl zabaven a jeho části rozděleny účastníkům chebské akce (Opočno, Nové Město nad Metují, Náchod aj.).

## Galerie

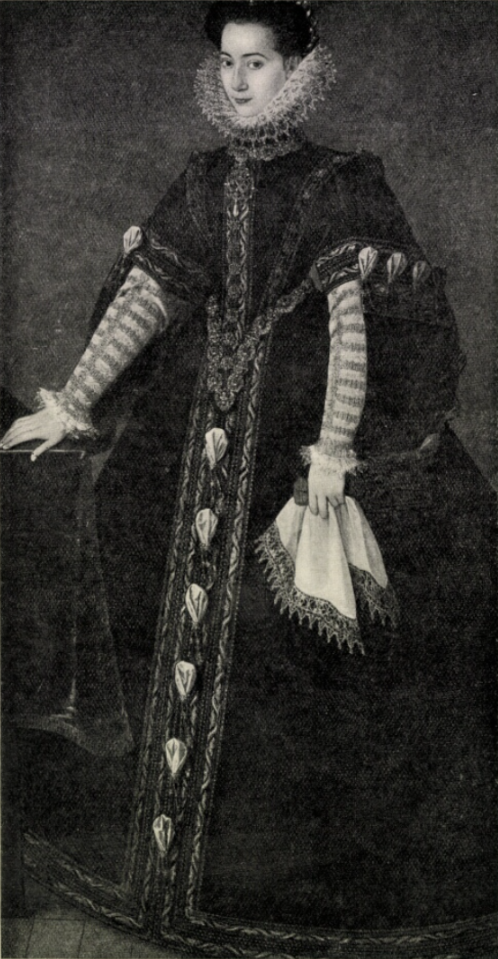
Matka Marie Magdalena Trčková z Lípy
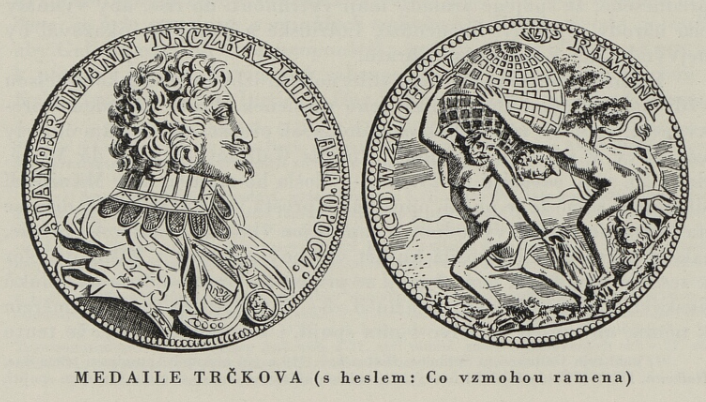
Medaile Adama Erdmana Trčky z Lípy
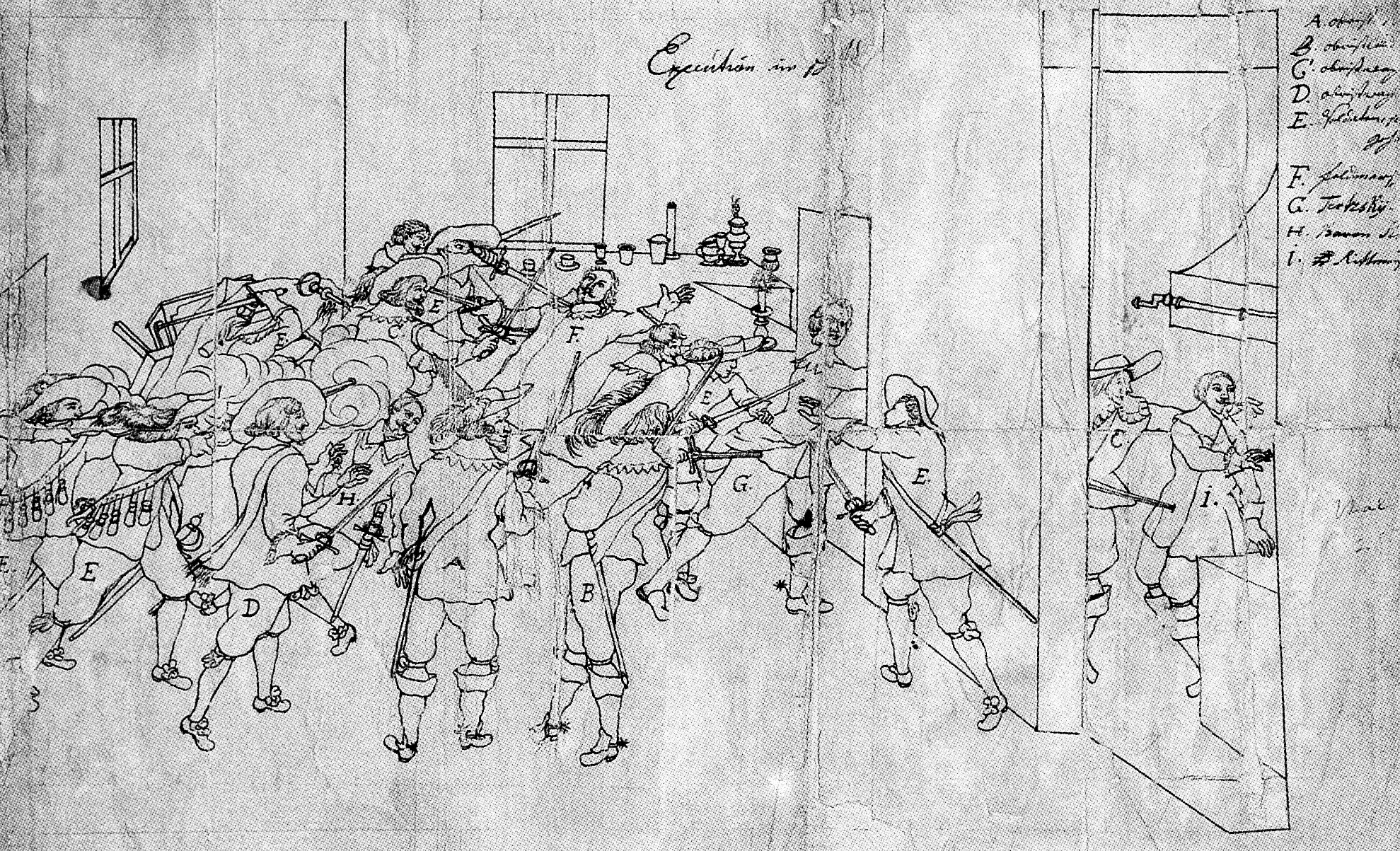
Vražda Valdštejnových důstojníků na chebském hradě 25. února 1634